# Anna Laetitia Barbauld
Anna Laetitia Barbauld (Kibworth Harcourt, 20 giugno 1743 – Stoke Newington, 9 marzo 1825) è stata una scrittrice britannica.

## Biografia
Anna Laetitia Barbauld nacque in una famiglia di dissenzienti inglesi dal reverendo John Aikin, teologo e classicista, e da sua moglie Jane Jennings. Nel 1758 la famiglia si trasferì a Warrington, dove John Aikin aveva ottenuto impiego presso un istituto dissenziente. Qui Anna Laetitia studiò privatamente a casa, apprendendo il latino, il greco, il francese, il tedesco e l'italiano, mostrando un'insolita brillantezza negli studi. Grazie alle amicizie della sua famiglia ebbe contatti con i principali intellettuali dell'epoca, tra cui il reverendo Philip Doddridge, i coniugi Joseph e Mary Priestley e William Enfield.
Nel 1771, incoraggiata da suo fratello John, Anna Laetitia iniziò a pubblicare le sue poesie. Due anni più tardi pubblicò la sua prima raccolta e fu coautrice insieme a suo fratello del libro Miscellaneous Pieces in Prose. Nel 1774 sposò Rochemont Barbauld, un discendente di ugonotti stabilitisi in Inghilterra per sfuggire alle persecuzioni di Luigi XIV di Francia. La coppia si trasferì a Palgrave, un villaggio del Suffolk, dove fondò una scuola che rimase in attività fino al 1785. Anna Barbauld insegnò ai suoi studenti l'arte della parafrasi e della composizione leggendo loro dei racconti, delle favole o dei saggi morali, che gli studenti avrebbero poi dovuto descrivere con parole proprie. Diversamente da scuole come l'Eton College dove si insegnavano le lingue classiche, Barbauld spingeva i suoi studenti a scrivere in un linguaggio vernacolare e moderno. Inoltre, diede loro nozioni di geografia, avvenimenti storici, usi e costumi nazionali e storia naturale.
Nel 1777 i Barbauld adottarono il nipote Charles, figlio di John Aikin. Questa opportunità ispirò Anna Laetitia nella stesura di una serie di libri per bambini intitolata Lessons for Children. Chiaramente ispirata dall'Emilio o dell'educazione di Jean-Jacques Rousseau (1762), le sue opere mostravano al bambino un collegamento tra il suo processo di apprendimento e le sue esperienze di vita. Nel 1781 seguì Hymns in Prose for Children, tradotto in 5 lingue ed edito per 30 volte dalla prima pubblicazione fino al 1849, dove Barbauld traccia dei legami tra il mondo naturale e la consapevolezza di Dio.
Dopo una breve permanenza in Francia, i Barbauld tornarono in Inghilterra, dove Anna Laetitia intraprese la strada della critica letteraria. Contribuì alla diffusione della letteratura vernacolare e nel 1804 pubblicò la corrispondenza di Samuel Richardson in sei volumi. La raccolta The British Novelists (1810), pubblicata in 50 volumi, include 28 romanzi di cui 12 scritti da donne e rappresenta la prima raccolta di romanzi del periodo di evoluzione della letteratura inglese.

## Opere selezionate
- Poems (1773)
- Lessons for Children of Two to Three Years Old (1778)
- Lessons for Children of Three Years Old (1778)
- Lessons for Children from Three to Four Years Old (1779)
- Hymns in Prose for Children (1781, reprinted 1977)
- Lessons for Children, Part Three (1787)
- Lessons for Children, Part Four (1788)
- An Address to the Opposers of the Repeal of the Corporation and Test Acts (1790)
- Epistle to William Wilberforce, Esq., on the Rejection of the Bill for Abolishing the Slave Trade (1791)
- Poems. A new edition, corrected. To which is added, An Epistle to William Wilberforce (1792, ristampato nel 1993)
- The British Novelists; with an Essay; and Prefaces, Biographical and Critical, by Mrs. Barbauld. 50 volumi. (1810)
- The Female Speaker; or, Miscellaneous Pieces in Prose and Verse, Selected from the Best Writers, and Adapted to the Use of Young Women (1811)
- Eighteen Hundred and Eleven, a Poem (1812, ristampato nel 1995)